# Gastrodia flabilabella
Gastrodia flabilabella là một loài thực vật có hoa trong họ Lan. Loài này được S.S. Ying mô tả khoa học đầu tiên năm 1984.